# Johann Tserclaes
Johann Tserclaes, conde de Tilly (en neerlandés: Johan 't Serclaes; Castillo de Tilly, Villers-la-Ville, Brabante Valón, 1559-Ingolstadt, 30 de abril de 1632), conocido como el monje con armadura, fue un maestre de campo nacido en los Países Bajos Españoles, quien comandó las fuerzas de la Liga Católica durante la guerra de los Treinta Años. Bajo su mando se lograron importantes victorias contra los protestantes alemanes y más tarde contra los daneses, hasta que le derrotaron las fuerzas de Gustavo II Adolfo de Suecia. Junto con el duque Albrecht von Wallenstein de Friedland y Mecklemburgo, fue uno de los dos comandantes en jefe de las fuerzas del Sacro Imperio Romano Germánico. Es considerado uno de los estrategas más notables de la historia. Tenía un carácter imperturbable que ninguna circunstancia molesta podía alterar. 

## Biografía
Nacido en los Países Bajos Españoles en 1559, sentó plaza muy joven en las huestes hispanas y aprendió el arte militar de maestres de campo tan notables como Alejandro Farnesio. Parece que el apodo el monje con armadura hacía referencia a que era un católico devoto, hombre de costumbres austeras, de vida ascética y despreciaba el interés personal.
Luchó contra los rebeldes holandeses y partió luego al combate contra los turcos en Hungría, bajo la bandera del Sacro Imperio Romano. No obstante, la etapa más notable de su vida se inicia en 1618, con 60 años, cuando, como siempre peleando por el catolicismo, encabeza el ejército de la Liga Católica (a la que se incorporó en principio como mercenario) contra los protestantes. Desde 1618 en adelante el conde de Tilly obtiene victoria tras victoria contra los enemigos del emperador y exhibe su destreza como táctico y estratega. Cuando la guerra ya llegaba a su fin en 1630, desembarca en Alemania el rey de Suecia Gustavo Adolfo llamado por los protestantes germanos. El caudillo escandinavo pone fin a la ininterrumpida cadena de éxitos de Tilly. El 7 de septiembre de 1631 vence a las tropas imperiales en la batalla de Breitenfeld. El conde de Tilly no ceja en su empeño y al poco tiempo contaba con un ejército renovado. Al fin la muerte lo encontró en abril de 1632 cuando, a los 73 años de edad, se batía contra los suecos en la Batalla de Rain, a orillas del Lech, y caía mortalmente herido por una bala de cañón.